# Löwentreppe (Weimar)

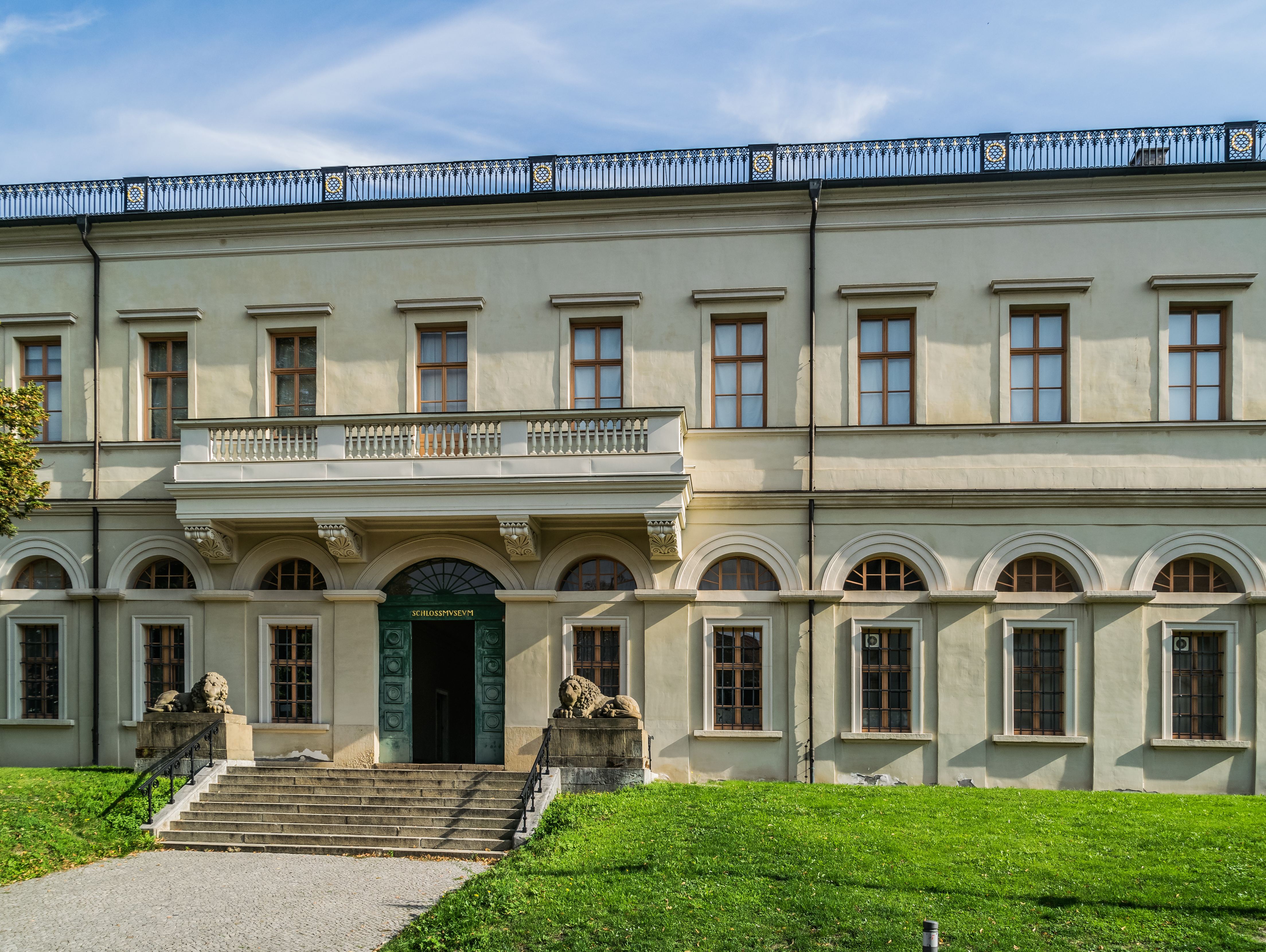
Löwentreppe am Weimarer Stadtschloss

Die von Carl Gottlieb Weisser (1779–1815) 1806 geschaffenen überlebensgroßen liegenden Löwenplastiken an der Westseite des Weimarer Stadtschlosses gaben der Treppe, die sie flankieren, den inoffiziellen Namen Löwentreppe.

## Geschichte
Die Treppe war wohl bereits vorher da als die Löwenfiguren, denn es gab bereits seit 1803 den Westflügel, dessen Umbauten schon 1805 folgten. Die beiden von Carl Gottlieb Weisser geschaffenen Löwen gibt es seit 1806, noch bevor der Westflügel des Stadtschlosses nach 1818 nach einem Entwurf von Clemens Wenzeslaus Coudray abermals umgebaut wurde. Der zweigeschossige Westflügel aus dem 16. Jahrhundert war vom Schlossbrand 1774 weitgehend verschont geblieben und in den Bau des Westflügels unter Carl Friedrich Christian Steiner einbezogen worden. Die Löwen sind aus Seeberger Sandstein ausgeführt. Die Podeste, auf denen die Löwen ruhen, sind aus Berkaer Sandstein gefertigt. Die Treppe selbst ist aus Granit, die auf ein Podest aus Travertin und Kalkstein aus der Cycloidesbank führt. Über ein Portal, welches die Löwen symbolisch bewachen, gelangt man auch in den Schlossinnenhof.